# 안소희 (1979년)
안소희(安少姬, 1979년 12월 12일~)은 대한민국의 제5·6·7대 경기도 파주시의원이었다.

## 학력
- 봉일천공립국민학교 졸업
- 봉일천중학교 졸업
- 문산제일고등학교 졸업
- 한신대학교 문예창작학과 4학년 재학중

## 경력
- 파주673시민자치연구소 소장
- 파주시장애인가족지원센터 이사
- 파주노동희망센터 이사
- 파주시 비정규직지원센터 운영위원
- 전국지방의원네트워크 경기대표
- 파주청소년배움터 대표
- 파주청년회 회장
- 파주민주시민회 공동대표
- 무상급식파주운동본부 공동대표
- 경기북부여성지원센터 운영위원
- 파주시의회 결산감사위원회 대표위원
- 파주시 남북교류협력위원회 위원
- 파주시 사회복지위원회 위원
- 파주시 도시심의위원회 위원
- 파주시 장애인인권센터 운영위원
- 파주시 학교급식심의위원회 위원
- 파주시 비정규직지원센터 운영위원
- 동패중학교 운영위원회 지역위원
- 2010.07~2014.06 제5대 경기도 파주시의회 의원
- 2010.07~2012.07 제5대 경기도 파주시의회 전반기 기획행정위원회 위원장
- 2012.07~2014.06 제5대 경기도 파주시의회 후반기 기획행정위원회 간사
- 2014.07~2018.06 제6대 경기도 파주시의회 의원
- 2014.07~2016.07 제6대 경기도 파주시의회 전반기 도시산업위원회 위원
- 2014.07~2016.07 제6대 경기도 파주시의회 전반기 예산결산특별위원회 위원
- 2014.07~2016.07 제6대 경기도 파주시의회 전반기 운영위원회 위원
- 2014.07~2016.07 제6대 경기도 파주시의회 전반기 의회운영위원회 위원
- 2016.07~2018.06 제6대 경기도 파주시의회 후반기 운영위원회 위원
- 2016.07~2018.06 제6대 경기도 파주시의회 후반기 도시산업위원회 간사
- 2018.07~2020.05 제7대 경기도 파주시의회 의원
- 2018.07~2020.05 제7대 경기도 파주시의회 전반기 자치행정위원회 위원
- 민주노동당 파주시위원회 부위원장
- 통합진보당 경기도당 부위원장
- 민중당 파주시위원회 위원장
- 진보당 파주시위원회 위원장

## 역대 선거 결과
|  | 10.33% |

|  | 16.74% |

|  | 14.00% |

|  | 11.62% |